# Henri Calame
Henri Calame (* 17. Oktober 1867 in Le Locle; † 17. Oktober 1936 in Gempenach) war ein radikaler (freisinniger) Politiker des Schweizer Kantons Neuenburg. Er war Primarlehrer und 1892–1912 Redaktor des Neuchâtelois, eines radikalen Publikationsorgans.

## Politische Ämter
- 1894–1912 Gemeinderat (Exekutive) von Cernier, 1898–1912 Gemeindepräsident
- 1912–1931 Neuenburger Staatsrat
- 1904–1931 Schweizer Nationalrat, 1925–1928 Fraktionschef der freisinnigen Bundeshausfraktion.

Calame bemühte sich für die Versorgung des Val de Ruz mit Elektrizität und Trinkwasser. Als Staatsrat und Chef des kantonalen Departementes (Ministeriums) für öffentliche Bauten erwirkte er eine Modernisierung des Strassennetzes. Zuvor hatte er das Landwirtschaftsdepartement geleitet. Aus gesundheitlichen Gründen erklärte er 1931 seinen Rücktritt, was angesichts der Wirtschaftskrise auf Kritik stiess.

## Interessengemeinschaften
- Bankrat bei der Neuenburger Kantonalbank
- Verwaltungsrat der Electricité Neuchâteloise
- Verwaltungsrat bei den Schweizerischen Bundesbahnen
- Präsident der Delegationen der Uhrenindustrie ab 1931